# Kansas City Chiefs 2003
La stagione 2002 dei Kansas City Chiefs è stata la 34ª nella National Football League e la 44ª complessiva.
La stagione regolare si chiuse con un record di 13–3 winning, iniziando con una striscia di 9 vittorie consecutive che fu la migliore della franchigia in 40 anni. I Chiefs vinsero la AFC West ed arrivarono ai playoff con il secondo record della AFC. Kansas City perse in una battaglia offensiva nel divisional round dei playoff contro gli Indianapolis Colts 38–31, una gara in cui nessuna squadra calciò alcun punt.
Questa canzone è ricordata in particolar modo per l'attacco da record dei Chiefs. Il 28 dicembre, il running back Priest Holmes superò il primato stagionale di Marshall Faulk segnando il suo 27º touchdown contro i Chicago Bears. Il quarterback Trent Green passò oltre 4.000 yard e il kick returner Dante Hall segnò 4 touchdown su ritorno. Tuttavia fu la difesa il punto debole della squadra, non riuscendo a fermare i Colts nei playoff. La linea offensiva dei Chiefs in questa stagione è considerata una delle migliori della storia della NFL. Due dei suoi membri, Will Shields e Willie Roaf, sarebbe stato introdotti nella Pro Football Hall of Fame assieme al tight end della squadra, Tony Gonzalez.

## Roster
| Roster dei Kansas City Chiefs nel 2003 |
| --- |
| Quarterback - 15 Todd Collins - 10 Trent Green - 12 Jonathan Quinn Running Back - 43 Omar Easy FB - 31 Priest Holmes - 27 Larry Johnson - 49 Tony Richardson FB Wide Receiver - 85 Marc Boerigter - 82 Dante Hall KR/PR - 87 Eddie Kennison - 80 Johnnie Morton - 84 LaShaun Ward Tight End - 89 Jason Dunn - 88 Tony Gonzalez Offensive Linemen - 65 Jordan Black T - 77 Willie Roaf T - 68 Will Shields G - 76 John Tait T - 54 Brian Waters G - 62 Casey Wiegmann C - 60 Donald Willis G Defensive Linemen - 93 John Browning DT - 92 Eric Downing DE - 71 Eddie Freeman DT - 98 Eric Hicks DE - 99 Vonnie Holliday DE - 97 Allen Reese DT - 61 Montique Sharpe DT - 90 Ryan Sims DT - 96 Jimmy Wilkerson DE Linebacker - 96 Monty Beisel - 52 Quinton Caver - 51 Scott Fujita - 53 Fred Jones - 57 Mike Maslowski - 50 Kawika Mitchell - 55 Gary Stills Defensive Back - 24 William Bartee CB - 26 Julian Battle CB - 38 Clint Finley - 42 Shaunard Harts SS - 44 Eric Warfield CB - 25 Greg Wesley SS - 30 Lyle West - 21 Jerome Woods FS Special Team - 8 Morten Andersen K - 9 Jason Baker P - 83 Kendall Gammon LS/TE Lista delle riserve - 84 Sylvester Morris WR Squadra di allenamento - 46 Joe Hall FB |
| Legenda - I rookie sono in corsivo. - Il primo ruolo è il principale mentre gli eventuali successivi indicano i ruoli secondari. - (IR) sta per Injured Reserve ed indica la lista ristretta per un solo giocatore infortunato che può tornare ad allenarsi dopo la settimana 6 e a rientrare in prima squadra dopo che questa ha giocato 8 partite. - (NF-Inj.) / (NF-Ill.) stanno rispettivamente per Non-Football Injured e Non-Football Illness ed indicano le liste dove viene inserito un giocatore che ha un infortunio o una malattia non dipendente dal football americano. - (PUP) sta per Physically Unable to Perform ed indica la lista dove viene inserito un giocatore mentre è in attesa di recuperare la condizione fisica. Nella stagione regolare dopo la sesta partita giocata dalla propria squadra, il giocatore ha tempo tre settimane per riprendere ad allenarsi, più tre settimane aggiuntive dal suo rientro agli allenamenti per rientrare in prima squadra. |

## Calendario
| Stagione regolare  |                       |               |                              |             |          |
| Turno              | Avversario            | Risultato     | Stadio                       | TV ora      | Pubblico |
| 1                  | San Diego Chargers    | V 27–14       | Arrowhead Stadium            | CBS 12:00CT | 78,048   |
| 2                  | Pittsburgh Steelers   | V 41–20       | Arrowhead Stadium            | CBS 12:00CT | 78,416   |
| 3                  | at Houston Oilers     | V 42–14       | Reliant Stadium              | CBS 12:00CT | 70,487   |
| 4                  | at Baltimore Ravens   | V 17–10       | Ravens Stadium               | CBS 3:05CT  | 69,459   |
| 5                  | Denver Broncos        | V 24–23       | Arrowhead Stadium            | CBS 12:00CT | 78,903   |
| 6                  | at Green Bay Packers  | V 40–34 (dts) | Lambeau Field                | CBS 12:00CT | 70,407   |
| 7                  | at Oakland Raiders    | V 17–10       | Network Associates Coliseum  | ABC 8:00CT  | 62,391   |
| 8                  | Buffalo Bills         | V 38–5        | Arrowhead Stadium            | ESPN 7:30CT | 78,689   |
| Settimana di pausa |                       |               |                              |             |          |
| 10                 | Cleveland Browns      | V 41–20       | Arrowhead Stadium            | CBS 12:00CT | 78,560   |
| 11                 | at Cincinnati Bengals | S 24–19       | Paul Brown Stadium           | CBS 12:00CT | 64,923   |
| 12                 | Oakland Raiders       | V 27–24       | Arrowhead Stadium            | CBS 3:15CT  | 78,889   |
| 13                 | at San Diego Chargers | V 28–24       | Qualcomm Stadium             | CBS 3:15CT  | 57,671   |
| 14                 | at Denver Broncos     | S 45–27       | Invesco Field at Mile High   | CBS 3:15CT  | 76,403   |
| 15                 | Detroit Lions         | V 45–17       | Arrowhead Stadium            | FOX 12:00CT | 77,922   |
| 16                 | at Minnesota Vikings  | S 45–20       | Hubert H. Humphrey Metrodome | CBS 3:15CT  | 64,291   |
| 17                 | Chicago Bears         | V 31–3        | Arrowhead Stadium            | FOX 12:00CT | 78,413   |
| Playoff            |                       |               |                              |             |          |
| Divisional Playoff | Indianapolis Colts    | S 38–31       | Arrowhead Stadium            | CBS 12:05CT | 79,159   |

## Classifiche
| AFC West               |    |    |   |      |     |      |     |     |     |
|                        | V  | S  | P | %    | DIV | CONF | PF  | PS  | STR |
| (2) Kansas City Chiefs | 13 | 3  | 0 | .813 | 5–1 | 10–2 | 484 | 332 | V1  |
| (6) Denver Broncos     | 10 | 6  | 0 | .625 | 5–1 | 9–3  | 381 | 301 | S1  |
| Oakland Raiders        | 4  | 12 | 0 | .250 | 1–5 | 3–9  | 270 | 379 | S2  |
| San Diego Chargers     | 4  | 12 | 0 | .250 | 1–5 | 2–10 | 313 | 441 | V1  |